# Раппаханнок (округ)
Округ Раппаханнок (англ. Rappahannock County) располагается в США, в штате Виргиния. По состоянию на 2010 год, численность населения составляет 7373 человек. Был образован в 1833 году, получил своё название по наименованию реки Раппаханнок. Административный центр — городок Вашингтон.

## География
По данным Бюро переписи США, общая площадь округа равняется 692 км², из которых 689 км² суша и 2 км² или 0,3 % это водоёмы.

### Соседние округа
- Уоррен (Виргиния) — северо-запад
- Фокир (Виргиния) — северо-восток
- Калпепер (Виргиния) — юго-восток
- Мадисон (Виргиния) — юго-запад
- Пейдж (Виргиния) — запад

## Демография
По данным переписи населения 2000 года в округе проживает 7 373 жителя в составе 2 788 домашних хозяйств и 2 004 семей. Плотность населения составляет 10 человек на км². На территории округа насчитывается 3 303 жилых строений, при плотности застройки около 5-ти строений на км². Расовый состав населения: белые — 92,64 %, афроамериканцы — 5,44 %, коренные американцы (индейцы) — 0,16 %, азиаты — 0,21 %, представители других рас — 0,40 %, представители двух или более рас — 1,15 %. Испаноязычные составляли 1,30 % населения независимо от расы .
В составе 27,40 % из общего числа домашних хозяйств проживают дети в возрасте до 18 лет, 60,50 % домашних хозяйств представляют собой супружеские пары проживающие вместе, 7,10 % домашних хозяйств представляют собой одиноких женщин без супруга, 28,10 % домашних хозяйств не имеют отношения к семьям, 23,40 % домашних хозяйств состоят из одного человека, 7,90 % домашних хозяйств состоят из престарелых (65 лет и старше), проживающих в одиночестве. Средний размер домашнего хозяйства составляет 2,50 человека, и средний размер семьи 2,94 человека.
Возрастной состав округа: 22,30 % моложе 18 лет, 5,60 % от 18 до 24, 26,40 % от 25 до 44, 31,80 % от 45 до 64 и 13,80 % от 65 и старше. Средний возраст жителя округа 43 год. На каждые 100 женщин приходится 98,80 мужчин. На каждые 100 женщин старше 18 лет приходится 97,30 мужчин.
Средний доход на домохозяйство в округе составлял 45 943 USD, на семью — 51 848 USD. Среднестатистический заработок мужчины был 32 725 USD против 22 950 USD для женщины. Доход на душу населения был 23 863 USD. Около 5,20 % семей и 7,60 % общего населения находились ниже черты бедности, в том числе — 10,80 % молодежи (тех кому ещё не исполнилось 18 лет) и 3,20 % тех кому было уже больше 65 лет.